# Prollius (Adelsgeschlecht)

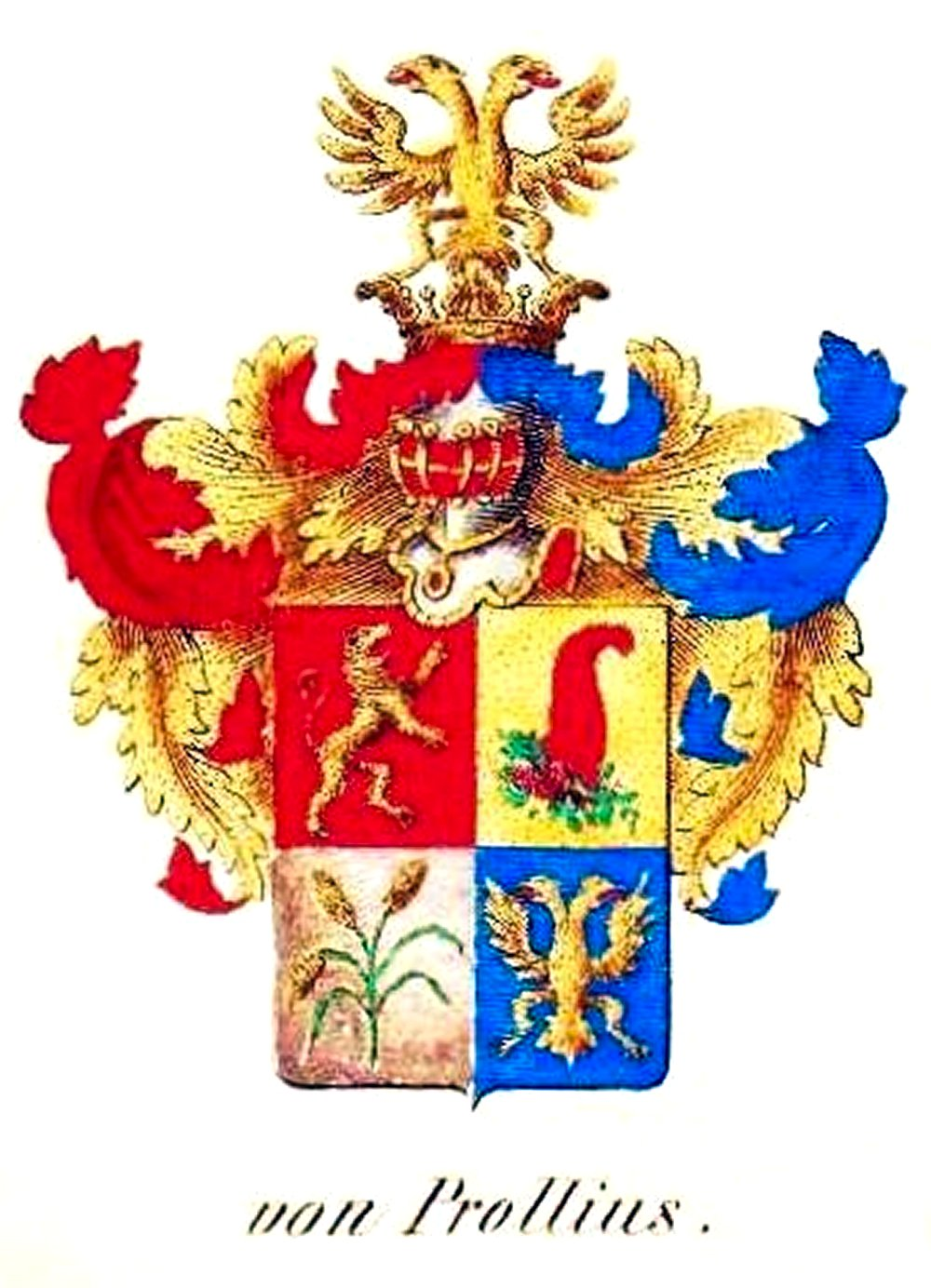
Wappen derer von Prollius

Prollius ist der Name eines aus Hessen stammenden mecklenburgischen Adelsgeschlechts.

## Geschichte
Stammvater des ursprünglich aus Hessen stammenden Geschlechts ist Merten Proll (auch Broll), * um 1589, † 1659, Landwirt in Guxhagen bei Kassel.
Der mecklenburgische Amtmann Georg Friedrich Prollius, der aus dem von Bülowschen Konkurs nach 1778 die Güter Kummin, Tessenow und Mühlenberg erworben hatte, wurde 1795 von Kaiser Franz II. in den Reichsadelsstand erhoben. Er ist der Ahnherr dieser Familie, die Güter in Mecklenburg und Pommern besaß.

### Besitzungen
- Dettmannsdorf südlich von Ribnitz (1802–1842)
- Kölzow (ab 1833)
- Kummin mit Tessenow und Mühlenberg bei Siggelkow (bis 1796)
- Stubbendorf (seit 1802).[2]

## Wappen
Das Wappen von 1795 zeigt in einem gevierten Schild von Rot, Gold, Silber und Blau im ersten Feld einen einwärts gekehrten goldenen Löwen, im zweiten ein gestürztes rotes Füllhorn, dem Blumen entfallen, im dritten einen Halm mit Ähren und im vierten einen goldenen Doppeladler. Auf dem Helm der Doppeladler (auch wachsend dargestellt); die Helmdecken sind rechts rot-golden, links blau-golden.

## Bedeutende Vertreter
- Max von Prollius (1826–1889), Gutsbesitzer, Politiker, Landesminister und Gesandter
- Adolf von Prollius (1861–1942), Diplomat, 1906–1910 Gesandter des Deutschen Reiches in Bangkok[3]
- Georg von Prollius († 1924), Landdrost in Wismar[3]
- Hellmuth von Prollius (1862–1921), Gutsbesitzer, 1917–1919 Klosterhauptmann im Kloster Dobbertin
- Jaspar von Prollius (1868–1933)[3][4] Staatsbeamter, Vorsitzender der mecklenburgischen Urkundenbuchkommission
- Andreas von Prollius(* 1937,† ), Ehrenkommendator des Johanniterordens[5]
- Michael von Prollius (* 1969), deutscher Ökonom und Publizist